# Cambarus bartonii
Écrevisse de ruisseau, Écrevisse du Nord, Appalachian brook crawfish
Espèce
Statut de conservation UICN

 LC  : Préoccupation mineure
Cambarus bartonii, l’Écrevisse de ruisseau ou Écrevisse du Nord (en anglais Appalachian brook crayfish), est une espèce d'écrevisses originaire de l'Est de l'Amérique du Nord.

## Description
L'écrevisse de ruisseau mesure entre 18,5 et 36,7 mm; elle est plus petite que l'écrevisse géante. Elle est démunie d'épines sur le rostre et sur la carapace. Elle possède une large aréole tachetée de façon irrégulière, ce qui permet, outre sa taille, de la distinguer de l'écrevisse géante.
Ses gonopodes sont courts et massifs et ont un aspect clé anglaises, avec un angle à l'extrémité. Les pinces sont massives chez les gros individus, donnant l'apparence typique du genre du genre Cambarus.
La coloration est variable, généralement gris ou brun foncé, mais peut varier du rosé au bleuâtre,

## Éthologie

### Reproduction
Contrairement aux Orconectes, la reproduction de l'écrevisse de ruisseau n'est pas restreinte à une saison donnée. Des femelles ovigènes et d'autres portant des larves ont été capturées à deux semaines d'intervalle, au même endroit.

### Alimentation
L'écrevisse de ruisseau se nourrit d’invertébrés, de petits poissons et, parfois, de salamandres aquatiques comme les salamandres à deux lignes.

### Prédation
L'écrevisse de ruisseau est une proie pour des poissons de lacs et de rivière tels que l'achigan à petite bouche, le crapet de roche et l'omble de fontaine.

## Habitat et répartition
L'écrevisse de ruisseau vit dans des cours d'eau frais, à fond rocheux et à débit rapide (jusqu'à 39 m/s), ainsi que dans certaines rivières et des lacs peu profonds et bien oxygénés,. Un haut taux d'oxygène dissous est essentiel à sa survie.
Elle se trouve dans les provinces canadiennes de l'Ontario, du Québec et du Nouveau-Brunswick, ainsi que dans l'est des États-Unis, du Maine à l'Alabama.
Au sud de son aire de répartition, l'écrevisse de ruisseau est limitée aux Appalaches et à leurs contreforts. Au nord, elle vit dans des petits ruisseaux, mais aussi dans des cours d'eau de plus grande envergure, comme le fleuve Saint-Laurent et ses affluents, où elle vit en compagnie de l'écrevisse à rostre caréné et l'écrevisse à pinces bleues.

## Classification et dénomination
L'écrevisse commune est la première écrevisse décrite en Amérique du Nord, lorsque Johan Christian Fabricius l'identifie sous le nom d’Astacus Bartonii dans son ouvrage de 1798 Supplementum entomologiae systematicae. La localité où son spécimen a été capturé n'est pas connue, mais on pense qu'elle se trouve près de Philadelphie, en Pennsylvanie.
Plusieurs sous-espèces de C. bartonii ont été reconnues, mais on ne sait pas dans quelle mesure cela est souhaitable, et des travaux sont en cours pour déterminer les modèles de variation infraspécifique.
James W. Fetzner Jr. recense les synonymes suivants :
- Astacus ciliaris Rafinesque, 1817
- Astacus pusillus Rafinesque, 1817
- Cambarus montanus Girard, 1852
- Cambarus pusillus Girard, 1852

## Valeur économique
L'écrevisse de ruisseau capturé accidentellement lors de la pêche à la senne peut présenter une certaine valeur de revente en tant qu'appât.

## Menaces
Cambarus bartonii est incluse comme espèce de préoccupation mineure sur la liste rouge de l'UICN.
L'acidification graduelle des lacs et cours d'eau serait l'une des plus grandes menaces à l'écrevisse de ruisseau. Tandis que les individus matures supportent plutôt bien l'acidité, ce sont les spécimens de plus petite taille et ceux qui viennent de muer qui sont les plus affectés par le problème.
Des études menées dans les régions minières du nord de l'Ontario ont montré une diminution des populations à la suite de l'acidification de lacs due aux pluies acides, en plus de révéler que l'écrevisse de ruisseau bioaccumule le cuivre, le cadmium et le nickel ― bien qu'elle y semble tolérante.

## Systématique
Le nom valide complet (avec auteur) de ce taxon est Cambarus bartonii (Fabricius, 1798).
L'espèce a été initialement classée dans le genre Astacus sous le protonyme Astacus bartonii Fabricius, 1798.
Ce taxon porte en français le nom vernaculaire ou normalisé suivant : écrevisse de ruisseau.
Cambarus bartonii a pour synonyme :
- Astacus bartonii Fabricius, 1798